# Gherardo Walter Zaban
Gherardo Walter Zaban, slovenski rimskokatoliški duhovnik, * 4. april 1918, Podklap, Fojda, Beneška Slovenija, † 26. junij 1994, Čedad, Italija.

## Življenje in delo
Rodil se je v slovenski družini v Podklapu pri Fojdi. Že kot otrok je s stari odšel v Francijo, kjer je končal gimnazijo in v Reimsu stopil v bogoslovno semenišče. Leta 1940 se je za kratek čas vrnil v rojstno vas, druga svetovna vojna pa ga je prisilila, da je ostal v Kraljevini Italiji. V Vidmu je končal bogoslovje in bil leta 1943 posvečen v duhovnika.
Beneška Slovenija je imela mnogo ljudi slovenskega rodu, ki so se odlikovali na različnih področjih. Tudi Zaban je bil eden izmed njih. Čeprav so starši govorili domače narečje, on pa slovenskemu jeziku ni bil naklonjen, pa je kljub temu ves čas stal ob strani svojim ljudem in jim pomagal. Kot kaplan je služboval v Arbeču pri Podbonescu. Ker je bil zaveden narodni delavec je z oblastmi večkrat prišel v spor. Leta 1948 je bil prestavljen za župnika v Landar in tam ostal 21 let. Tu je obnovil župnijsko cerkvico sv. Silvestra in cerkvico sv. Duha na Vrhu, dal zgraditi kinodvorano in postaviti nov oltar v cerkvici sv. Jakoba v Bijačah. Veliko skrb pa je posvetil turizmu. Po načrtih arhitekta Valentina Caharije Simonittija, ter denarno pomočjo avtonomne dežele Furlanije - Julijske krajine in domačinov je dal preurediti Landarsko jamo in ta zgodovinski spomenik v nadiški dolini odprl javnosti. Leta 1969 je postal vojaški kaplan v Čedadu, kjer je ostal do upokojitve 1984.